# Charles M. Cooke (Politiker)
Charles „Cotton“ Mather Cooke (* 10. März 1844; † 16. Januar 1920) war ein US-amerikanischer Offizier der Confederate States Army und Politiker der Demokratischen Partei.

## Leben
Charles „Cotton“ Mather Cooke, dessen Vater Jones Cooke als Hauptmann im Britisch-Amerikanischen Krieg 1812 diente, trat während des Sezessionskrieges am 31. Mai 1862 in die I-Kompanie des 55. Infanterieregiments von North Carolina ein und wurde am 11. März 1863 zum Leutnant sowie am 1. Juni 1863 zum Oberleutnant befördert. Am 15. Juni 1864 wurde er Adjutant des Regiments und nach dem Appomattox-Feldzug am 9. April 1865 ausgemustert.
1874 wurde Cooke für die Demokratische Partei Mitglied des Senats von North Carolina und vertrat dort bis 1876 das Franklin County. Danach war von 1879 bis 1883 erstmals Abgeordneter im Repräsentantenhaus von North Carolina. In der Sitzungsperiode vom 5. Januar bis zum 4. März 1881 fungierte er als Speaker des Repräsentantenhauses. 1889 wurde er abermals Mitglied des Repräsentantenhauses, in dem er nunmehr bis 1891 die Interessen des Franklin County vertrat. 1894 kandidierte er im vierten Wahlbezirk von North Carolina für einen Sitz im US-Repräsentantenhaus, unterlag aber William Franklin Strowd.
Daraufhin wurde Charles M. Cooke von Gouverneur Elias Carr nach dem Tode von Octavius Coke 1895 zum Secretary of State of North Carolina ernannt. 1896 unterlag er jedoch bei seiner Kandidatur für eine Wiederwahl Cyrus Thompson von der Populist Party, der das Amt daraufhin 1897 übernahm. 1902 wurde er zum Richter am Obergericht von North Carolina (North Carolina Superior Court), dem er von 1903 bis 1915 angehörte.
Aus seiner Ehe mit Elizabeth Person Cooke gingen zwei Söhne und eine Tochter hervor. Nach seinem Tode wurde er auf dem Oakwood Cemetery in Louisburg beigesetzt.